# Вортипор
Вортипор (англ. Vortepor) или Гуртевир (валл. Gwrthefyr) — правитель Диведа (или в 495—540/546 годах, или приблизительно в 520—550 годах).

## Биография
Вортипор унаследовал престол Диведа после смерти Айргола Длиннорукого. По одной версии он был ему сыном и родился около 475 года, в то время как Айргол около 437 года. Дэвид Хьюз считал, что Вортипор был сыном Друдваса, сына Трифина. Согласно же сборнику генеалогий, хранящемуся в библиотеке Колледжа Иисуса, Вортипор был сыном Эрбина, другого сына Айргола.
Записи той эпохи скудны, и о нём и его королевстве практически ничего не известно. Единственная современная информация о Вортипоре исходит от валлийского церковного деятеля Гильдаса в весьма аллегорическом осуждении из его работы «De Excidio et Conquestu Britanniae» (рус.  «О погибели и завоевании Британии»). В то время, когда работа была написана (ок. 540 г.), Гильдас говорит, что Вортипор был тираном Демета, что он поседел от возраста, что его жена умерла и осуждает за интимную связь с дочерью.
Вортипору пришлось оборонять Дивед от Майлгуна Гвинедского.
В латинской надписи на надгробном камне Вортипора сообщается, что тот носил титул протектора (то есть защитника), а не короля. Таким образом подтверждается гипотеза о том, что Десси первоначально были всего лишь наёмниками, защищавшими западное побережье Уэльса от пиратов. Гальфрид Монмутский включал Вортипора в число Верховных королей бриттов и сообщал, что тот отразил мощный набег саксов.
Когда Вортипор умер, подвластная ему территория была разделена между его сыновьями: Кингар получил западную часть, которая сохранила за собой название Дивед, а Нейфет стал править восточной частью, именуемой Истрад-Тиви.
Возможно что власть узурпировал Маредид, брат Ригенеу, короля Бихейниога, упоминаясь в уведомлении, приложенного к «Житии Святого Тейло» в Книге Лландава : «Маргедуд, сын Райана, король региона Деметики, чрезвычайно возбуждённый яростью и жестокостью, убил Гуврира, человека святого Тейло, пребывая в убежище Бога и перед его жертвенником». Во искуплении совершенного, Маредид, сделал передачу Mainaur Brunus для Тейло (имеется в виду Лландейло Рунус в Лланегуаде, что в Истрад-Тиви).